# Detlef Fetchenhauer
Detlef Fetchenhauer (* 26. April 1965 in Aachen) ist ein deutscher Psychologe und Soziologe. Er hat einen Lehrstuhl  für Wirtschafts- und Sozialpsychologie an der Universität zu Köln inne.
Seine Forschungsgebiete sind Evolutionspsychologie, Vertrauen, Prosoziales Verhalten und Antisoziales Verhalten, Gerechtigkeit, Determinanten von Lebenszufriedenheit und Ökonomische Laientheorien.

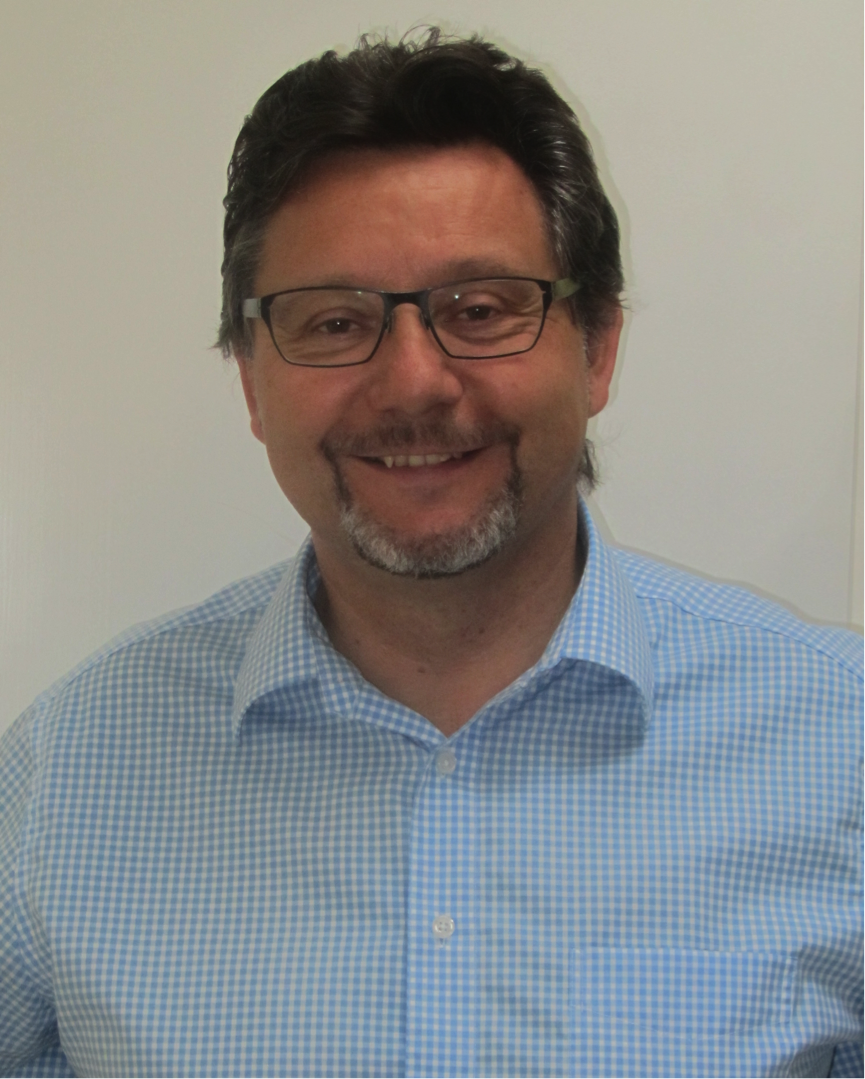
Detlef Fetchenhauer 2014

## Berufliche Laufbahn
Nach dem Abitur am  Aachener Couven-Gymnasium studierte er an der Universität zu Köln Diplom-Psychologie und erwarb zudem im Fach Soziologie einen Magister-Abschluss. In der anschließenden Promotion befasste er sich mit Versicherungsbetrug.
Nach der Promotion arbeitete er als Postdoktorand  am Lehrstuhl für Kriminologie der Ruhr-Universität Bochum, sowie an der Reichsuniversität Groningen (Department of Social and Organizational Psychology und Interuniversity Center for Social Science Theory and Methodology (ICS)). Außerdem verbrachte er mehrere Forschungsaufenthalte an der Cornell University in Ithaca, New York.
2004 erhielt Fetchenhauer seine heutige Professur an der Universität zu Köln. Von 2006 bis 2013  war er Direktor des Instituts für Wirtschafts- und  Sozialpsychologie an der Universität zu Köln, das 2013 mit anderen Lehrstühlen zum Institut für Soziologie und Sozialpsychologie fusionierte.
Detlef Fetchenhauer gehört zum Wissenschaftlichen Beirat des Institutes der Deutschen Wirtschaft (IW). Ferner ist er Lehrbeauftragter der IW Akademie und der Management-Akademie des Deutschen Sparkassen- und Giroverbandes.
Neben seinen wissenschaftlichen Büchern hat er 2016 auch einen Gedichtband veröffentlicht (Der weite Weg – Gedichte zwischen Streicheln und Kratzen). Detlef Fetchenhauer hat drei erwachsene Söhne. Er lebt in Köln.

## Publikationen (Auswahl)
- Psychologie. Vahlen, München 2012, ISBN 978-3-8006-3940-3 (eingeschränkte Vorschau in der Google-Buchsuche).
- mit Vanessa Köneke, H. Müller-Peters: Versicherungsbetrug verstehen und verhindern. Gabler, 2015, ISBN 978-3-8349-3138-2
- mit David  Dunning, J. E. Anderson, T. Schlösser und D. Ehlebracht: Trust at zero acquaintance: More a matter of respect than expectation of reward. Journal of Personality and Social Psychology
- mit David Dunning: Why so cynical? Asymmetric feedback underlies misguided skepticism regarding the trustworthiness of others. In: Psychological Science, Februar 2010: 21(2), S. 189–193
- mit T. Groothuis und J. Pradel: Not only states but traits – Humans can identify permanent altruistic dispositions in 20s. In: Evolution and Human Behavior, 2010: 31, S. 80–86
- Der weite Weg. Gedichte zwischen Streicheln und Kratzen. deutscher lyrik verlag, Aachen, 2016, ISBN 978-3-8422-4483-2
- Versicherungsbetrug: eine theoretische und empirische Analyse betrügerischen Verhaltens gegenüber einem anonymen Geschädigten. Nomos-Verl.-Ges., Baden-Baden 1998, ISBN 978-3-7890-5496-9